# بلاي ستيشن في آر
بلاي ستيشن في آر (بالإنجليزية: PlayStation VR)‏ سابقًا أثناء تطويره كان باسم مشروع مورفيوس (بالإنجليزية: Morpheus project)‏ هي خوذة الواقع الافتراضي التي طورتها شركة سوني إنتراكتيف إنترتينمنت، والتي تم إصدارها في أكتوبر 2016.
تم تصنيعها وتصميمها خصيصًا لبلاي ستيشن 4 وهي متوافقة أيضًا مع بلاي ستيشن 5. يتوافق بلاي ستيشن في آر مع بلاي ستيشن 5 لكن عن طريق محول يتم شحنه مجانًا بواسطة سوني إلى أي شخص سبق له شراء بلاي ستيشن في آر. لا توجد حاليًا ألعاب بلاي ستيشن 5 مُعلن عنها تدعم بلاي ستيشن في آر؛ يمكن فقط تشغيل ألعاب بلاي ستيشن 4 التي تدعم بلاي ستيشن في آر لتمكين الواقع الافتراضي على بلاي ستيشن 5. يمكن لنظام بلاي ستيشن في آر إخراج الصورة إلى كل من خوذة البلاي ستيشن في آر وجهاز التلفزيون في وقت واحد، حيث يعكس التلفزيون الصورة المعروضة على الخوذة. يعمل بلاي ستيشن في آر إما مع وحدة التحكم داول شوك 4 أو وحدات تحكم بلاي ستيشن موف أو وحدة التحكم بلاي ستيشن في آر إيم.
تحتوي بلاي ستيشن في آر على شاشة أوليد مقاس 5.7 بوصة، بدقة عرض تبلغ 1080 بكسل. تحتوي الخوذة أيضًا على معالج يساعد في إخراج فيديو الشاشة إلى التلفزيون، بالإضافة إلى معالجة الصوت ثلاثي الأبعاد، وتستخدم مقبس سماعة رأس مقاس 3.5 ملم. تحتوي الخوذة أيضًا على تسعة مصابيح إل إي دي موضعية على سطحها لكاميرا بلاي ستيشن لتتبع حركة الرأس بزاوية 360 درجة.
اعتبارًا من يناير 2022، تم بيع 6 ملايين بلاي ستيشن في آر في جميع أنحاء العالم.
أعلنت سوني عن بلاي ستيشن في آر 2 الخاص بجهاز بلاي ستيشن 5 في معرض الإلكترونيات الاستهلاكية لعام 2022.

## تاريخ
يعود اهتمام سوني بتقنية العرض المثبتة على الرأس إلى التسعينيات. تم إصدار أول وحدة تجارية لها، قلاسترون، في عام 1997. كان أحد تطبيقات هذا المنتج هي لعبة ميغ ووريور 2، والتي سمحت لمستخدمي قلاسترون أو آي قلاسس بتبني شعور التواجد من داخل قمرة القيادة للمركبة، ورؤية ساحة المعركة من خلال قمرة القيادة الخاصة بمركبتهم.
تم الإعلان عن مشروع مورفيوس لأول مرة في مؤتمر مطوري الألعاب لعام 2014. قدم رئيس استوديوهات إس آي إي العالمية شوهي يوشيدا الجهاز في 18 مارس 2014 وصرح بأن مشروع مورفيس هو «الابتكار التالي من بلاي ستيشن الذي سيشكل مستقبل الألعاب».
في 15 سبتمبر 2015، تم الإعلان عن تسمية المشروع رسميًا باسم بلاي ستيشن في آر. في وقت لاحق من عام 2015، استحوذت شركة سوني على سوفت كينيتك، وهي شركة تقنية ناشئة تركز على التعرف على إيماءات الاستشعار، مقابل مبلغ لم يكشف عنه.
في 13 أكتوبر 2016، أصدرت شركة سوني بلاي ستيشن في آر بسعر 399 دولارًا في الولايات المتحدة و 399 يورو في أوروبا و 349 جنيهًا إسترلينيًا في المملكة المتحدة و 44980 ين ياباني في اليابان.
في 16 أبريل 2019، أكد مارك سيرمي أن بلاي ستيشن سيكون متوافقًا مع بلاي ستيشن 5.

## الألعاب والمحتوى
في مارس 2016، قالت سوني إن هناك 230 مطورًا يعملون بنشاط على محتوى بلاي ستيشن في آر، مع توفر 50 لعبة بحلول نهاية العام.
يمكن تشغيل الألعاب التي لا تدعم الواقع الافتراضي داخل بلاي ستيشن عبر الوضع السينمائي، الذي يعرض المحتوى على شاشة عرض محاكاة في مساحة ثلاثية الأبعاد. يحتوي الوضع على ثلاثة خيارات لحجم الشاشة الافتراضية، يصل حجمها الافتراضي إلى 226 بوصة (18.8 قدمًا). يدعم بلاي ستيشن في آر أيضًا عرض الصور والفيديو بزاوية 360 درجة. الميزات الأخرى، مثل شير بلاي و «مباشر من بلاي ستيشن»، متوافقة أيضًا داخل الخوذة. يمكن استخدامها أيضًا لمشاهدة أفلام ثلاثية الأبعاد على بلو راي ثلاثي أبعاد، وإصدار مواصفات محدثة.

## تسويق
قبل إطلاقها، توقعت شركة سوني أن الاهتمام بالمنتج سيتزايد بثبات بمرور الوقت، من خلال الكلام الشفهي.
تم عرض بلاي ستيشن في آر لأول مرة في برنامج الليلة بطولة جيمي فالون، ونموذج قابل للعب خلال معرض الترفيه الالكتروني 2014. كما تم عرض الجهاز في معرض بلاي ستيشن إكسبيرينس إكسبو في لاس فيجاس في ديسمبر 2014. أعلنت شركة سوني عن معلومات جديدة بخصوص مشروع مورفيس في 2015 في مؤتمر مطوري الألعاب، تماشيًا مع الجدول الرسمي المنشور على موقعهم على الإنترنت.
في مقابلة مع نيكاي جيبان في مارس 2016، أشارت سوني إلى إمكانية تمكين استخدام بلاي ستيشن في آر بجهاز كمبيوتر. سيسمح هذا للجهاز بالعمل مع منصات تمتد إلى ما هو أبعد من بلاي ستيشن 4.

## الآراء والاستقبال
كانت التعليقات من معظم المنشورات إيجابية، أشاد النقاد بتصميم الجهاز وسهولة استخدامه. مقارنةً بالأجهزة الأخرى التي تتطلب أجهزة كمبيوتر متطورة، فإن بلاي ستيشن في آر يتطلب جهاز بلاي ستيشن 4 فقط. كانت معظم الانتقادات موجهة إلى أداء النظام، مشيرة إلى أن بلاي ستيشن 4 توفر قوة حوسبة أقل من أجهزة الكمبيوتر المتطورة المطلوبة لتشغيل ألعاب الواقع الافتراضي لأجهزة الكمبيوتر، على الرغم من أنها تقدم أداء يقارب أداء الكمبيوتر الشخصي.

### مبيعات
اعتبارًا من 19 فبراير 2017، باعت سوني أكثر من 915000 وحدة من بلاي ستيشن في آر. صرح أندرو هاوس، الرئيس والمدير التنفيذي العالمي لشركة سوني إنتراكتيف، الشركة التي تقف وراء بلاي ستيشن في آر، أن مبيعات في آر تجاوزت التوقعات بكثير. في 5 يونيو 2017، تجاوز عدد وحدات بلاي ستيشن في آر المباعة مليون وحدة. أعلنت شركة سوني أنها قد باعت أكثر من مليوني وحدة من بلاي ستيشن في آر و 12.2 مليون لعبة في 3 ديسمبر 2017. وأعلنت شركة سوني أنها قد باعت أكثر من 3 ملايين وحدة و 21.9 مليون لعبة حول العالم اعتبارًا من 16 أغسطس 2018، وارتفع عدد مبيعات بلاي ستيشن في آر إلى 4.2 مليون وحدة اعتبارًا من 3 مارس 2019. اعتبارًا من 31 ديسمبر 2019، بيعت 5 ملايين وحدة.